# Basharmal Sultani
Basharmal Sultani (persisch بشارمال سلطانی, DMG Bašārmāl Solṭānī; * 28. Januar 1985) ist ein afghanischer Boxer. Er war Mitglied des fünfköpfigen Teams aus Afghanistan, das 2004 in Athen erstmals seit dem Fall der Taliban-Regierung wieder an Olympischen Spielen teilnahm.
Sultani begann im Alter von 16 Jahren mit dem Boxen. Er ist nationaler Meister seines Landes. Wegen einer Verletzung am Daumen konnte er im Mai 2004 nicht an einem in Pakistan ausgetragenen Qualifikationsturnier für die Olympischen Spiele teilnehmen. Eine Wildcard ermöglichte ihm dennoch den Start in Athen.
Am 15. August 2004 trat Sultani im Weltergewicht an. In der ersten Runde traf er auf die Viertelfinalisten der Olympischen Spiele in Sydney Mohamed Hikal aus Ägypten und unterlag nach Punktwertung mit 12:40.
Neben seiner sportlichen Karriere studierte Sultani Literaturwissenschaft an der Universität Kabul.